# Endothelin 2
Endothelin 2, còn được gọi là ET-2, là một loại protein mà ở người được mã hóa bởi gen EDN2.

## Chức năng
Endothelin 2 là một thành viên của họ protein endothelin của các peptide tiết mạch máu. Preproprotein được xử lý ở dạng trưởng thành ngắn có chức năng như một phối tử cho các thụ thể endothelin bắt đầu các sự kiện báo hiệu nội bào. Sản phẩm gen này có liên quan đến một loạt các quá trình sinh học, chẳng hạn như tăng huyết áp và rụng trứng.
Biểu hiện của Endothelin 2 (ET-2) chủ yếu tập trung vào các tế bào hạt trong nang, như quan sát thấy ở bò, chuột và mô buồng trứng của con người. Endothelin 2 có chức năng trong nang noãn liên quan đến rụng trứng. ET-2 gây ra các cơn co thắt mạnh trong các tế bào cơ trơn của mô buồng trứng và sản xuất ET-2 cao nhất ngay trước khi rụng trứng.